# Yvonne Paul

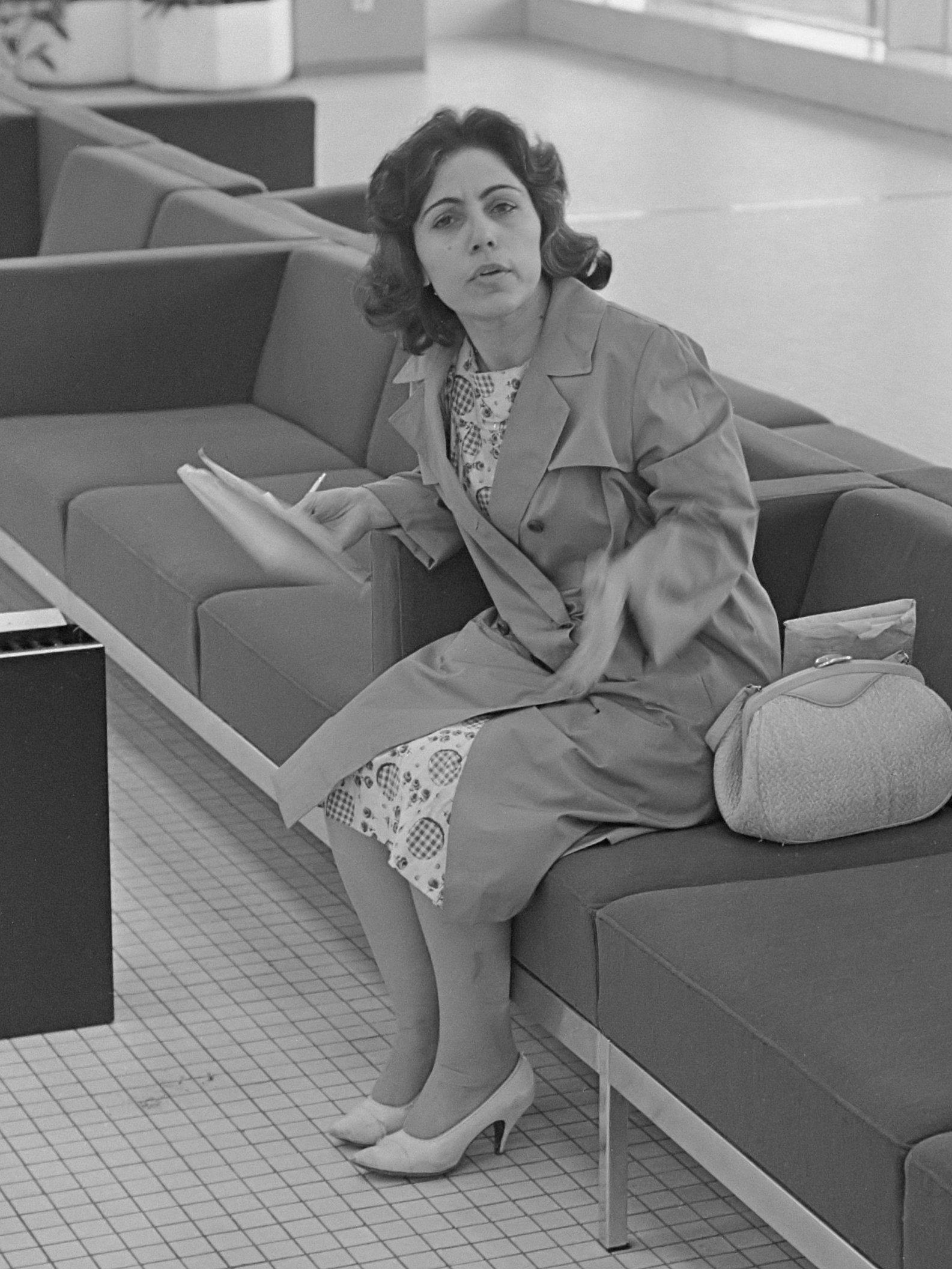
Yvonne Paul (1967)

Yvonne Paul (Menado, 22 maart 1929 – ) was een Nederlandse van Armeense komaf die in oktober 1967 landelijk en ook internationaal bekend werd doordat zij wekenlang op een bank op Schiphol sliep omdat ze terug wilde naar Amerika, waar ze begin oktober 1967 was uitgewezen.

## Achtergrond
Haar ouders waren geboren in Iran en woonden in Nederlands-Indië. In de Tweede Wereldoorlog kwam de familie in een jappenkamp terecht. Ze doorliep de HBS in Amsterdam en studeerde talen in Parijs. Ze werkte 3 jaar in Iran voor Philips. Paul ging in 1958 naar Amerika waar ze 5,5 jaar als secretaresse op het Nederlandse consulaat werkte. Na 9 jaar verblijf in de VS werd ze vanwege het ontbreken van een verblijfsvergunning het land uitgezet, onder meer op grond van een artikel in het Amerikaanse burgerlijk wetboek dat betrekking heeft op geesteszieken. Paul werd tot tweemaal toe door de Amerikaanse emigratiedienst op een KLM-toestel gezet en naar Nederland gedeporteerd. Ze werd met handboeien aan een vliegtuigstoel vastgebonden. Psychiaters die haar op Schiphol onderzochten stelden vast dat er niets met haar aan de hand was. Eenmaal op Schiphol wilde Paul meteen weer terug, maar dat werd haar belet. Ze bleef echter bivakkeren op Schiphol. De politie stond machteloos omdat ze niemand overlast bezorgde en zich keurig gedroeg.

## Internationale aandacht
De zaak Yvonne Paul werd landelijk bekend door de publiciteit die eraan werd gegeven op radio en tv en in kranten. Op 3 november 1967 vestigde ze een record. Het was nog nooit eerder in de luchtvaartgeschiedenis voorgekomen dat een passagier 24 dagen lang in een vertrekhal doorbracht, wachtend op een vliegtuig. Daarna werd ze wereldnieuws. De New York Herald Tribune besteedde aandacht aan de zaak evenals de BBC en CBS. Minister Joseph Luns van Buitenlandse Zaken probeerde via de officiële diplomatieke kanalen de vrouw te helpen, maar de VS bleven weigeren Paul toe te laten.
Uiteindelijk werd ze op 5 januari 1968 door de dienst luchtvaart van de rijkspolitie van de luchthaven verwijderd. Ze had toen bijna drie maanden onafgebroken op Schiphol doorgebracht. Ze moest enige tijd naar de gevangenis. In hetzelfde jaar ging ze via Parijs weer naar New York waar ze opnieuw werd uitgewezen. Ze werd vanwege haar Nederlandse nationaliteit wederom naar Schiphol gestuurd, waar zij nu direct werd verwijderd. Half juni vloog zij weer naar Parijs. Een half jaar lang was ze uit beeld, maar eind 1968 bleek ze in Zwitserland een poging te hebben ondernomen naar de VS te reizen, waarna ze door Zwitserland naar Nederland werd uitgewezen. Het werd stiller rond Yvonne Paul. 29 augustus 1969 vloog ze nog naar Frankfurt om daar te proberen om over te steken. Vanaf dat moment verdween Yvonne Paul uit de nieuwsberichten.